# باول ويلسون (منافس ألعاب قوى)
باول ويلسون (بالإنجليزية: Paul Wilson)‏ هو منافس ألعاب قوى أمريكي، ولد في 30 يوليو 1947.